# Guy Ausloos
Pour les articles homonymes, voir Ausloos.
Guy Ausloos, né à Etterbeek, le 4 juillet 1940 et mort le 27 avril 2023 à Montréal, est un pédopsychiatre belge spécialisé en thérapie familiale, professeur agrégé de clinique en psychiatrie retraité de l’Université de Montréal. Il est, depuis les années 1970, l'une des figures du mouvement de la thérapie systémique.
Théoricien et formateur en thérapie familiale, il est l'auteur d'un livre sur La Compétence des familles et d'une centaine d'articles. Il est cofondateur de la revue Thérapie familiale et de la collection Relations des Éditions Érès.

## Biographie
Guy Ausloos naît le 4 juillet 1940, à Etterbeek. Il obtient un baccalauréat de philosophie (1957-1959), puis fait des études médicales à l'Université catholique de Louvain (1959-1968) et il achève une spécialité en psychiatrie à l'université de Lausanne en 1972.
En 1971, Guy Ausloos est assistant en pédopsychiatrie à l'Office médico-pédagogique vaudois quand l'assistante sociale de son équipe lui demande de l'accompagner rencontrer des jeunes en compagnie de leurs familles lors de consultations communes, une méthode nouvelle à l'époque. Les résultats encourageants de ces entretiens convainquent le docteur Ausloos de l'utilité d'impliquer d'emblée les familles dans le processus thérapeutique des adolescents et il généralise peu à peu cette pratique dans son travail auprès de jeunes délinquants.
Au fil de sa pratique de thérapeute, puis lorsqu'il prend la direction du département de psychiatrie légale de l’Institut de Médecine légale de Genève en 1974, Guy Ausloos approfondit sa formation en thérapie familiale. Il privilégie progressivement l'usage de la systémique par rapport à celui de techniques psychanalytiques alors répandues.
Commence alors, pour le docteur Ausloos, un foisonnement d'activités parallèles dans le domaine de la thérapie familiale systémique. Avec une dizaine d'autres, il fonde d'abord un groupe de recherche sur la thérapie familiale, le GRIDEF, au sein duquel on s'échange des articles et l'on publie les résultats de recherches communes. Il crée, en 1977, une formation de trois ans en thérapie familiale, avec le psychiatre Reynaldo Perrone et l'assistante sociale Andrée Menthonnex, au Centre d'études et de formation continue (CEFOC) de l'Institut d'Études Sociales de Genève, aujourd'hui nommé « Haute école de travail social ».
De 1978 à 1981, il fait la navette entre l'Université de Montréal, où il est invité comme professeur de systémique, et l'Université de Lausanne, puis il devient professeur extraordinaire de psychopathologie de l'enfant et de systémique à l'Université de Genève de 1983 à 1986,.
Il s'installe définitivement au Québec en 1986. Il devient chef du département de psychiatrie du centre hospitalier de Rouyn-Noranda, ainsi que professeur agrégé en psychiatrie à l'Université McGill, jusqu'en 1989. Après un séjour d'un an comme professeur invité à l'Université catholique de Louvain, il retourne au Québec, où il est nommé professeur agrégé de l'Université de Montréal en 1990. Il officie en parallèle comme formateur, psychiatre et psychiatre-consultant auprès de plusieurs hôpitaux et organismes québécois, comme l'Hôpital Douglas, l'Hôpital général juif, l'Hôpital Louis-H. Lafontaine, le Refuge des jeunes de Montréal ou le Campus des Quatre vents,.
Il publie en 1995 le livre qui le fait connaître internationalement, La Compétence des familles, qui synthétise son approche systémique de la thérapie familiale. Dans les années 2000, Guy Ausloos se consacre à la formation et donne aussi des conférences sur la compétence des familles au Québec, en Europe et au Brésil. Il prend sa retraite en 2017.

## Concept de compétence des familles

### Théorie et influences
La compétence des familles est une conception systémique des rapports familiaux selon laquelle les familles dites « dysfonctionnelles » ont en fait un mode de fonctionnement différent des autres, adapté à leur contexte. Chaque membre d'une famille est acteur de la relation, au sein d'un système familial qui s'auto-organise. Il est donc compétent, dans la mesure où il contribue à façonner ce système,. Dans une logique de compétence des familles, la famille est appelée à identifier les dynamiques qui lui sont propres pour régler les problèmes auxquels elle est confrontée. Guy Ausloos émet deux postulats fondamentaux qui guident son approche,, :
- - postulat de la compétence, selon lequel « une famille ne peut se poser que des problèmes qu’elle est capable de résoudre ». La famille a adapté son fonctionnement à sa situation et elle est elle-même capable de l'ajuster pour résoudre les effets négatifs de ce mode de fonctionnement ;
  - postulat de l'information pertinente, selon lequel « l’information pertinente est celle qui vient de la famille et y retourne »[12],[13]. L'information qui doit circuler pour résoudre un problème existe déjà au sein de la famille, le rôle du thérapeute est de lui révéler cette information dont elle dispose déjà à son insu.

Il résume ainsi ces deux grands principes dans son ouvrage : « une famille informée par elle-même, avec l'aide du thérapeute, sur son propre fonctionnement, a toutes les chances de trouver les ressources nécessaires à la solution de son problème. »
Cette théorie rejette une approche culpabilisante des membres d’une famille, ainsi que l'usage de termes négatifs comme « famille dysfonctionnelle », « père absent », « mère castratrice », « adolescent déviant », etc. Le thérapeute doit se débarrasser de ses a priori négatifs et d'hypothèses qu'il cherche à vérifier, pour « apprivoiser » une famille et pour entrer dans le processus thérapeutique avec elle. Il doit accepter qu'il ne sait pas exactement ce qu'il cherche, car sa démarche vise d'abord « à activer la compétence auto-organisatrice des familles plutôt qu’à tenter de corriger leurs manques » en leur imposant sa lecture de leur situation.
Pour cela, le langage employé compte, d'après Guy Ausloos. Des phrases comme : « j’ai besoin de vous pour que la thérapie réussisse », plutôt que « vous avez besoin de moi pour que je vous soigne », permettent de responsabiliser les parents sans les culpabiliser et de les inclure d'emblée dans la démarche thérapeutique,,,.
Le modèle systémique se pose ainsi en opposition avec une approche d'inspiration judéo-chrétienne de la thérapie, encore en vigueur au lendemain de la Seconde Guerre mondiale. Selon ce modèle, l'intervenant cherche la faute et s'assimile à une sorte de confesseur. En systémique, au lieu de chercher à absoudre une faute par l'aveu, comme c'est le cas quand on envisage la famille et ses membres sur un mode culpabilisant, le thérapeute suppose que la famille est capable d'innover et trouver des solutions, si elle dispose des bonnes informations. On ne cherche pas une « ab-solution » extérieure, mais bien une « auto-solution » qui provient de la famille elle-même.
Dans son approche, Guy Ausloos emprunte aussi au mouvement de la deuxième cybernétique, qui théorise l'auto-organisation et l'autopoïèse des systèmes (dont le système familial), ainsi qu'au constructivisme, qui étudie la compréhension du réel que se construit un sujet au fil de ses expériences. La théorie du chaos est une autre influence, dans la mesure où le docteur Ausloos considère qu'il faut accueillir l'imprévisibilité du processus thérapeutique pour permettre à l'information d'émerger et au système familial de s'auto-organiser.

### Pratiques thérapeutiques
De cet appareil théorique, Guy Ausloos tire une série de stratégies thérapeutiques visant à « activer » la compétence des familles :
- effectuer un recadrage positif. Le thérapeute doit recadrer sa vision de la situation qui lui est présentée. Il importe de se défaire de ses a priori négatif, de cesser de formuler des hypothèses, pour concevoir la famille et ses membres en fonction de ce qu'ils peuvent apporter à la résolution de leurs problèmes. Par exemple, « cette mère présentée [au dossier] comme hystérique et criant fort et beaucoup, est aussi une femme qui veut le mieux pour ses enfants[4] », ce qui peut être exploité pour trouver des solutions au lieu de critiquer et braquer la mère[2] ;
- « la méchante connotation positive ». Dans cette logique de recadrage, l'élément le plus simple à connoter positivement à la fin d'un entretien est généralement celui qui a le plus gêné l'intervenant. Par exemple, dire « critiquer chez vous est sans doute une façon de stimuler et de montrer qu'on est là » à une famille dont les membres se critiquent beaucoup dans des situations difficiles, permet de dire son malaise tout en changeant positivement la vision que la famille a d'elle-même. C'est aussi changer en bien sa propre vision de cette famille pour pouvoir véritablement s'y allier, tout en se déchargeant du sentiment négatif qu'on peut garder à l'issue d'une rencontre. C'est enfin l'occasion de montrer à la famille que ce qu'elle dit est réellement écouté et qu'on n'évite pas les sujets difficiles[16]. Guy Ausloos parle de « méchante connotation positive », car il évoque d'abord ce qui gêne pour en montrer ensuite l'aspect positif[2],[4] ;
- tenir compte du principe d'équifinalité. Dans la vie comme en thérapie, il existe plusieurs manières d'obtenir un même résultat, c'est le principe d'équifinalité. L'hypothèse de l'intervenant sur ce qui a mené une famille à sa situation n'est qu'une possibilité parmi d'autres. Plutôt que de s'appuyer sur cette hypothèse, bâtie selon sa propre perception du réel, pour diriger le processus thérapeutique, il appartient au thérapeute d'aider la famille à élaborer ses propres hypothèses, nécessairement plus pertinentes quand il s'agit de se comprendre elle-même[2] ;
- prendre des risques calculés. Du principe d'équifinalité, découle aussi l'idée que l'intervenant doit parfois prendre des risques pour permettre l'autosolution des familles. Il doit se défaire de ses hypothèses de changement (« si j'essaie telle approche, il y a un risque que... ») et tenter des approches nouvelles dont il envisage les bienfaits potentiels, même s'il existe un élément d'imprévisibilité. Un essai thérapeutique vaut la peine si le risque qu'il comporte est raisonnable[2],[4] ;
- nommer l'innommable. L'intervenant ne doit pas hésiter à parler des sujets qui gênent la famille (alcoolisme de l'un, agressivité de l'autre, suicide d'un proche, etc.) car il faut pouvoir aborder ce qui est difficile pour que survienne le changement, quitte à provoquer ses interlocuteurs. Cette pratique, Guy Ausloos l'emprunte au psychothérapeute américain Carl Whitaker, qui enjoint à « name the unnamable » (« nommer l'innomable », donc) en thérapie[2],[4] ;
- le lâcher prise. Il faut que le thérapeute soit prêt à laisser agir le hasard lors d'une rencontre. En ne laissant pas ses constructions théoriques guider sa pratique, il accepte une imprévisibilité porteuse d'information et d'auto-solution. De la même manière, il faut savoir laisser la prise en charge d'un patient prendre fin quand les raisons qui l'ont motivée ne sont plus présentes. « Lâcher prise, [...] c'est se jeter à l'eau sans savoir où l'on va, mais en sachant très bien nager et en étant convaincu qu'on ira quelque part[2]. »[4],[10] ;
- voir le temps en allié. La place du temps en thérapie est centrale dans l'approche de Guy Ausloos. « Il n'y a pas de familles résistantes, mais des thérapeutes impatients[2]. » Pour apprivoiser une famille, autant que pour laisser émerger l'autosolution, il faut accepter que la thérapie peut prendre du temps et qu'elle repose sur une évolution. C'est parfois après plusieurs échanges qu'une famille se sent acceptée et valorisée par le thérapeute et qu'un détail émerge. La gestion du temps par l'intervenant doit varier en fonction du type de famille avec laquelle il travaille, ainsi que de l'attitude de cette famille à l'égard du changement[2],[4] ;
- le confort du thérapeute. Pour pouvoir travailler efficacement et aider une famille, l'intervenant doit être à l'aise lors d'un entretien. S'il est perturbé, il peut demander à un membre de la famille de revenir sur quelque chose qu'il n'a pas compris, il peut évoquer à voix haute la tension qu'il ressent dans la pièce ou encore la quitter brièvement quand cette tension devient insupportable. Poser des questions inattendues et sans objectif identifiable permet aussi de renvoyer la balle dans le camp de la famille quand l'intervenant se sent mal assuré. Chaque thérapeute a sa propre « équation personnelle », ses propres sensibilités, et il lui appartient d'adapter sa thérapie à ce qu'il supporte bien ou mal[2],[4],[17],[14] ;
- viser le « comme après ». Le rôle du thérapeute n'est pas de faire en sorte que les choses redeviennent « comme avant » pour son patient, car ce serait créer les conditions d'une nouvelle décompensation semblable à celle qui l'a mené en consultation. L'idée est ici de chercher à atteindre un « comme après », une évolution prenant en compte les découvertes faites lors de la thérapie et les appliquant à la situation du patient[2],[4],[18],[19],[20].

## Publications

### Ouvrages
- avec Pierre Segond, Marginalité, système et famille : Relectures sur l'approche systémique en travail social, collection Relectures, IES, 1983.
- (coll.) Cinquante familles d'héroïnomanes, Le Levant, 1986.
- La compétence des familles. Temps, chaos, processus, Éditions érès, 1995.

### Articles récents
- « Les adolescents qui passent à l’acte » in ANGEL, P. & MAZET, P. : Guérir les souffrances familiales, Paris, PUF, pp.499-506, 2004.
- « De la culpabilisation à la responsabilisation » in Seron, C. (dir.) La présomption de compétence parentale, Jeunesse et droit, 2004. pp.147-197.
- « La notion de compétence », in Maestre, M. (dir.), Entre résilience et résonance, Fabert, 2009. pp. 97-108.
- « De la crise à la résilience face au cancer », in Delage, M. & Cyrunlnik, B. Famille et résilience, Odile Jacob, 2010. pp.165-179.
- « Activar les capacitats de la familia », Educar, Barcelona, No. 45 : 9-20, 2010.
- « Nuevas Familias, nuevos Roles, iguales recursos », Mosaico : I CONGRESO IBÉRICO DE TERAPIA FAMILIAR, No. 44 : 36-43, février 2010.
- « Identité et langages familiaux » in K .L. Schwering (dir.) : Se construire comme sujet – entre filiation et sexuation, Toulouse, Érès, 2012, pp.165-178.
- « Kultura praktyki przedstawicieli profesji społecznych - podejścia mediacyjne w działaniu spolecznym », ed. E. Marynowicz-Hetka, L.Filion, Dorota Wolska-Prylinska, Presse Universitaire de Lodz, Pologne.
- « Cothérapie scindée », Cahiers critiques de thérapie familiale et de pratiques de réseaux, n°58, 2017. pp. 75-84.
- « Vers la compétence », Cahiers critiques de thérapie familiale et de pratiques de réseaux 2018/1 n° 60, 2018. pp. 35-62